# Òptica sense imatge

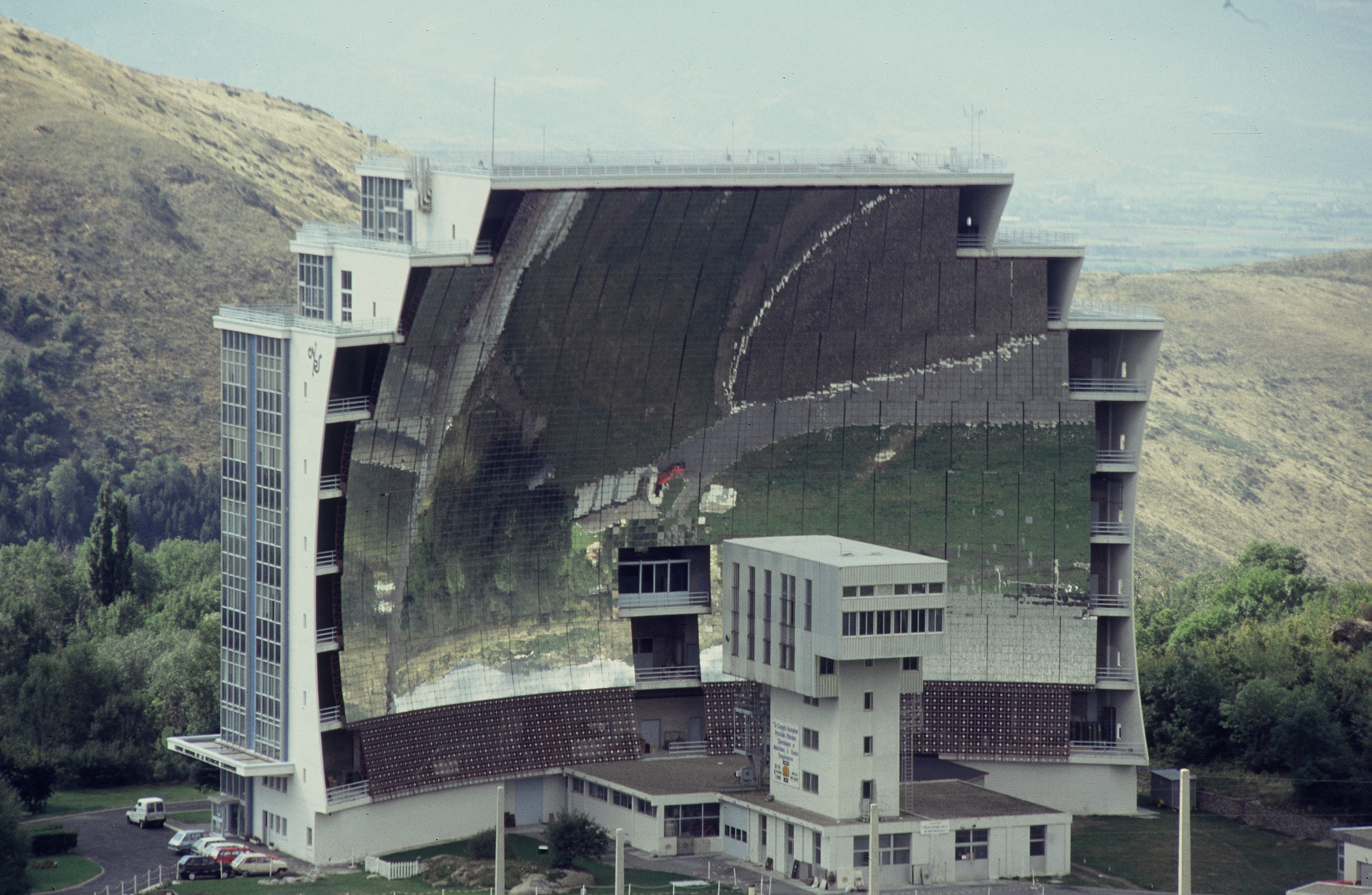
Forn solar d'Odeilló, França

L'òptica sense image, o bé òptica anidòlica, és una branca de l'òptica que busca optimitzar l'enllumenat produït per una font sobre un objectiu sense preocupar-se de formar una imatge de la font. Té com aplicacions principals els cartells fotovoltaics de concentració i els sistemes d'enllumenat. L'òptica sense imatge va ser desenvolupada a meitat de la dècada de 1960 per tres equips diferents, a la URSS per V. K. Baranov, a Alemanya per Martin Ploke i als Estats Units per  Roland Winston, aquest últim havent portat al que l'òptica sense imatge és avui.

## Història

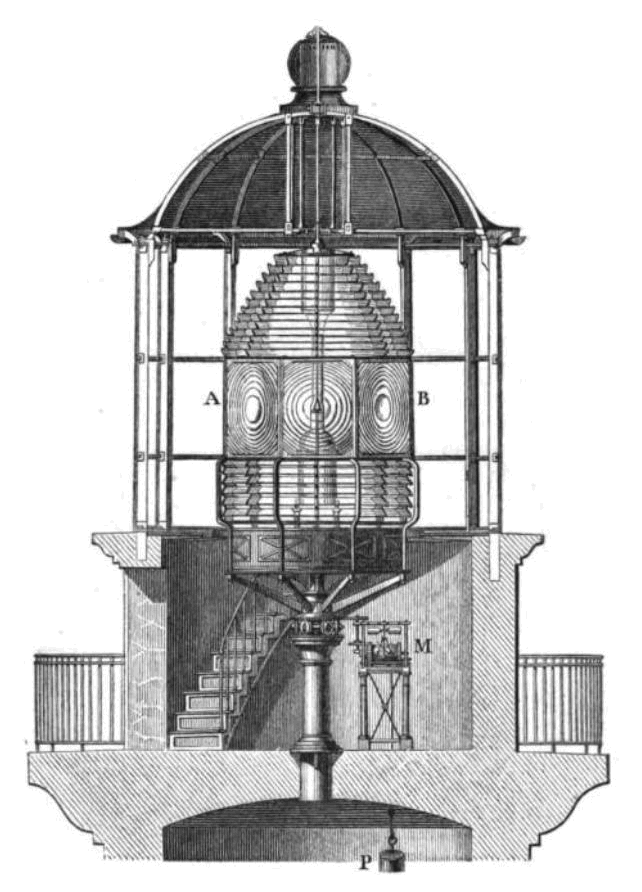
Model de far del, equipat de lents de Fresnel

La problemàtica de l'òptica sense imatge va aparèixer a partir del segle XVI per poder dissenyar fars costaners més eficients utilitzant miralls esfèrics. A finals del segle XVIII, Antoine Lavoisier va demostrar la importància de la utilització de miralls parabòlics per a millorar l'abast dels fars.
La solució que encara s'utilitza àmpliament de les lents de Fresnel fou proposada l'any 1823 per François Arago i Augustin Fresnel. Tot i així, la lent de Fresnel no es va recomanar en obres de referència de l'òptica sense imatge fins a partir de la dècada de 1970.
Es considera que l'ús sistemàtic de l'òptica sense imatge no va ser efectiu fins a partir de la segona meitat del segle xx, mentre que abans la majoria dels sistemes es van dissenyar empíricament.

## Principis fonamentals

### Mètode de la corda

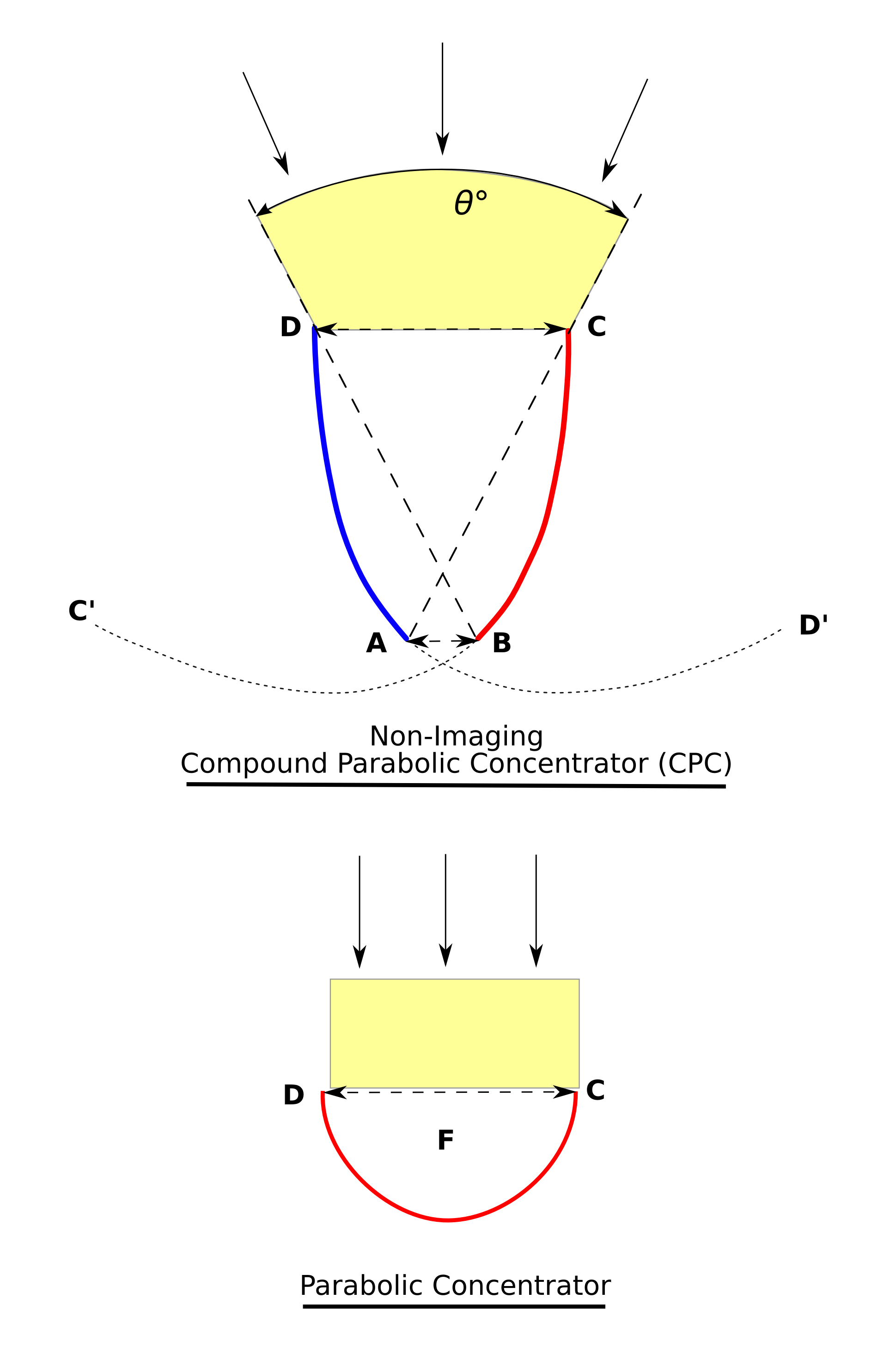
Concentrador solar traçat pel mètode de la corda

Derivat del principi de Fermat, el mètode de la corda permet traçar el perfil d'un reflector maximitzant la concentració de flux lluminós. 
{\displaystyle \int _{0}^{L}ndl={\text{Constant}}}
On n és l'índex òptic i L la distància algebraica recorreguda pel raig lluminós.

### Factor de concentració

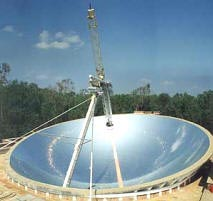
concentrador solar

El factor de concentració designa la relació entre el flux lluminós sortint i el flux lluminós entrant al sistema òptic.
La concentració màxima teòrica és de 46200.
| Factor de concentració | Construcció       |
| ---------------------- | ----------------- |
| 0-10000                | Fàcil d'obtenir   |
| 10000-20000            | Obtenible         |
| 30000-46200            | Difícil d'obtenir |

### Concentradors de llum
Es poden dividir els sistemes concentradors de llum en 2 tipus :
- Concentradors de llum amb reflector fix i receptor mòbil
- Concentradors de llum amb reflectors mòbils i receptor fix

## Eines informàtiques
Hi ha eines informàtiques que permeten dissenyar els sistemes amb la finalitat d'optimitzar digitalment la il·luminació rebuda per un receptor de llum des d'una font lluminosa.
Els principals programaris que permeten la resolució de problemes d'òptica sense imatge són :
- LightTools creat per l'empresa Synopsys.[10][11][12] Light Tools ha estat concebut per treballar com a complement del programari Codi V.[13]
- Fred Optical Engineering Software de l'empresa Photon Engineering[14]
- ZEMAX[11]
- Advanced Systems Analysis Program[11]
- TracePro[11][12]

## Aplicacions

### Enllumenat
En el domini de l'enllumenat amb LED, la utilització de les tècniques d'òptica sense imatge ha permès el desenvolupament del LED d'elevada lluminositat.

#### Enllumenat públic
Ateses les necessitats econòmiques i energètiques aparegudes a partir dels anys 2000 per reduir el consum elèctric, es van idear sistemes d'enllumenat que permetessin una Il·luminació òptima dels carrers i carreteres amb un mínim de molèsties lluminoses.

#### Fars de cotxe

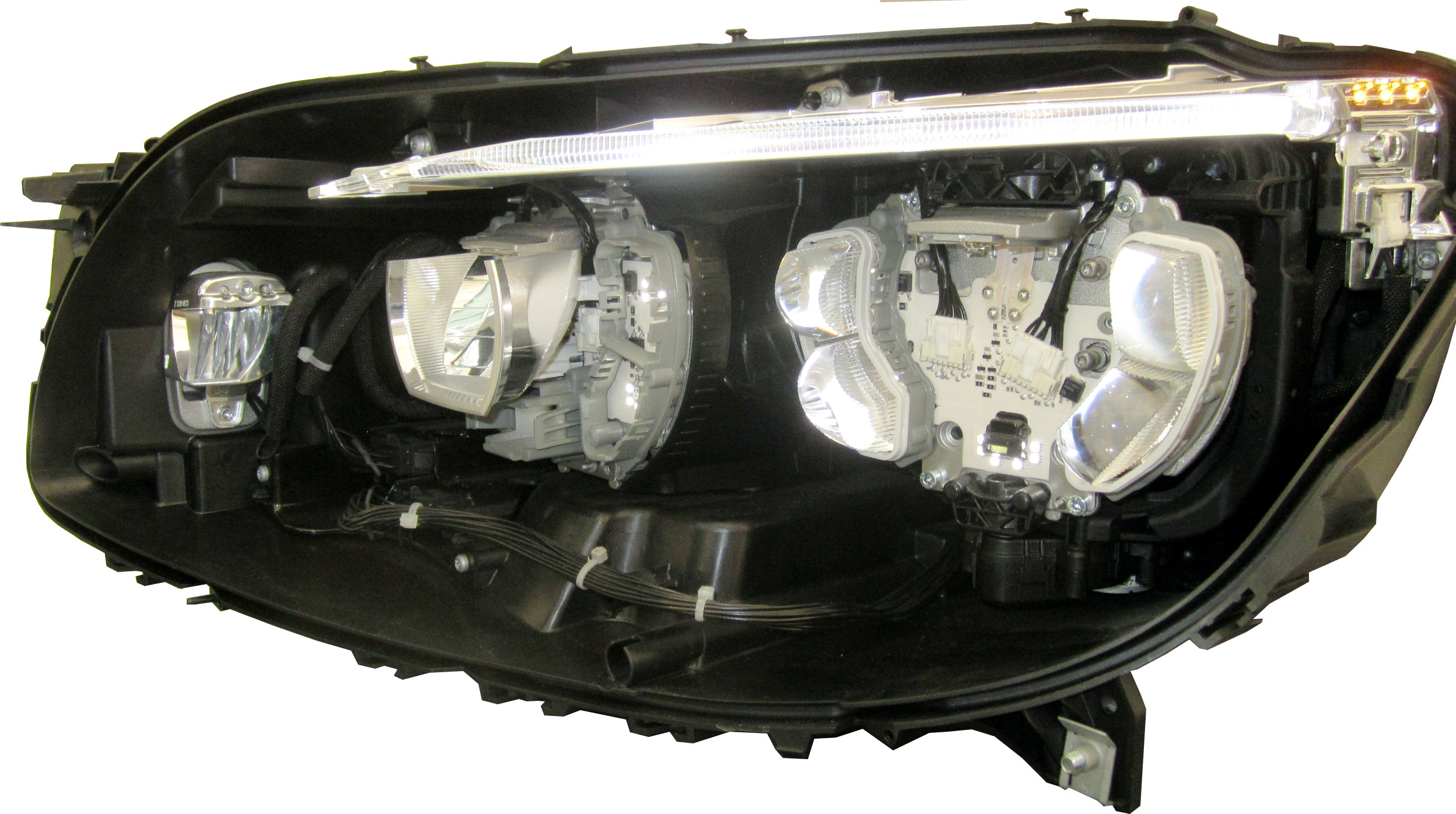
Far amb LED

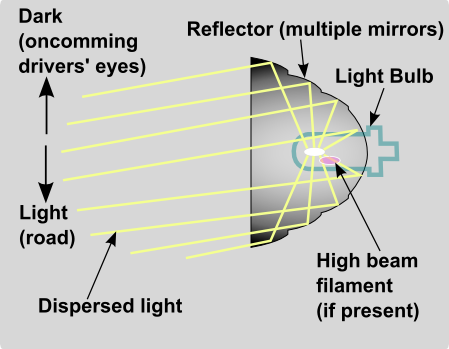
Principi de funcionament òptic d'un far

Els fars dels cotxes són una aplicació típica d'il·luminació, on s'ha fet necessària l'òptica sense imatges, per raó de la creixent importància del disseny.

### Energia solar
La concentració de l'energia solar per miralls (principalment parabòlics) va ser imaginada per primera vegada per Leonardo da Vinci en 1515. El 1866, Augustin Mouchot va arribar a fer funcionar una màquina de vapor amb l'ajuda d'un concentrador solar parabòlic. El 1913, es va instal·lar una granja solar amb un mirall parabòlic de 1233 m² a Egipte.
Un dels problemes trobats en el moment de la creació dels reflectors solars és el posicionament del tub col·lector d'energia. En efecte, la teoria designa posar el tub en contacte amb el reflector, fet que no és desitjable (ja que engendraria pèrdues per dissipació tèrmica). Amb la finalitat d'evitar el problema, es deixa un espai entre el reflector i el col·lector.

### Protecció solar
En la concepció d'edificis i l'arquitectura d'interiors, l'òptica sense imatge permet la posada en marxa de sistemes que pretenen adaptar la lluminositat i regular la temperatura en funció de les estacions. Diferents sistemes són disponibles:
- Els dispositius anidòlics d'imposició (ex. LESO - EPFL)[23]
- Els dispositius anidòlics per respirall.[24]
- Els sostres anidòlics[25]